# Hôtel Pichon
Pour les articles homonymes, voir Pichon.
Ne doit pas être confondu avec l'hôtel Pichon-Longueville, autre hôtel particulier de Bordeaux.
L'hôtel Pichon, connu aussi le nom d'hôtel de Richelieu, est un hôtel particulier construit au XVIIe siècle à Bordeaux (Gironde, France). Sa façade est ornée de sculptures remarquables.

## Localisation
L'hôtel Pichon est situé au 4 cours de l'Intendance, dans le quartier Bordeaux-Centre à Bordeaux. Il fait presque face au Grand Théâtre et à la place de la Comédie. Le tramway de la ligne B s'arrête au pied de l'hôtel (station du Grand Théâtre).

## Historique
Construit entre 1610 et 1614 pour le président du Parlement de Bordeaux, François de Pichon (1575-1648), l'hôtel particulier s'élève alors sur deux étages. Il est le premier magistrat à quitter le quartier Saint-Pierre où était situé le siège du parlement. À l'intérieur de l'hôtel, les collections sont célèbres : tableaux, émaux, assiettes des Indes, tapis de Turquie.
Pendant la révolte bordelaise de l'Ormée, Bernard (1610-1685), fils de François Pichon et nouveau président du parlement, prend d'abord la tête du mouvement puis, quelques mois plus tard, fait volteface et rallie le camp du roi. Son hôtel est alors pris d'assaut par le peuple en 1653 et pillé de fond en comble. Après la répression du mouvement, l'hôtel est remis en état et le président, qui possède pas moins de 18 immeubles dans Bordeaux, reprend sa vie fastueuse. En raison de la fidélité au roi de Bernard Pichon, baron de Longueville, c'est chez lui que Louis XIV réside lors de son passage à Bordeaux du 19 août au 6 octobre 1659, et de nouveau le 22 juin 1660, en compagnie de la reine Marie-Thérèse qu'il vient d'épouser à Saint-Jean-de-Luz.
En 1737, l'hôtel Pichon passe par héritage à la famille de Talleyrand. Le sieur Paul Lanes, « maître pâtissier et rôtisseur », leur loue le rez-de-chaussée, puis à partir de 1760, la totalité du bâtiment, qu'il transforme en établissement hôtelier à qui il donne l'année suivante le nom d'« hôtel de Richelieu » en l'honneur du gouverneur Louis-François-Armand de Vignerot du Plessis, duc de Richelieu.
Le richissime négociant et armateur François Bonnaffé acquiert l'immeuble et les trois autres qui lui sont mitoyens aux Talleyrand en 1782 pour la somme de 210 000 livres, puis fait réaliser deux ans plus tard des travaux par Étienne Laclotte pour mettre l'hôtel au goût du jour : le néo-classicisme.
Passé entre plusieurs mains au XIXe siècle, l’hôtel devient en 1863 la propriété d’Édouard Cruse. À sa mort en 1881, il le lègue à sa fille, épouse de Georges Guestier (1860-1936 - petit-fils de Pierre-François Guestier). En 1900, ce dernier décide de refaire à neuf la partie basse de la demeure. Il demande à l’architecte A. Tournier et aux entrepreneurs Lagueyle et Lagrange « d’établir au-dessus du portail un grand balcon de 21 m de long sur 1 m de saillie avec garde-corps formant balustrade en pierre et consoles sous le dit balcon ». Les consoles furent remplacées par quatre cariatides réalisées par le sculpteur bordelais Gaston Leroux (1854-1942).
L'édifice est à nouveau profondément remanié en 1903 lorsqu'il devient la succursale d'un grand magasin parisien La Belle Jardinière. Les deux niveaux inférieurs sont totalement reconstruits pour former d'immenses arcades. Cette année-là, Georges Guestier rachète le portail de style antique pour le faire installer dans son hôtel particulier du 29 cours d'Albret (hôtel de Poissac).

## Description
L'hôtel Pichon est actuellement composé de cinq étages. Des cariatides de face et de dos embellissent le 1er étage. Des colonnes de marbre et des sculptures de feuilles aux fenêtres ainsi que des bustes aux têtes ornées de fruits, sculptés dans la pierre, décorent les 2e et 3e niveaux. Le 5e étage est plus sobre. Un balcon fait de balustres en pierre, court sur toute la longueur de l'hôtel, juste au-dessus des cariatides.

## L'hôtel Pichon autrefois

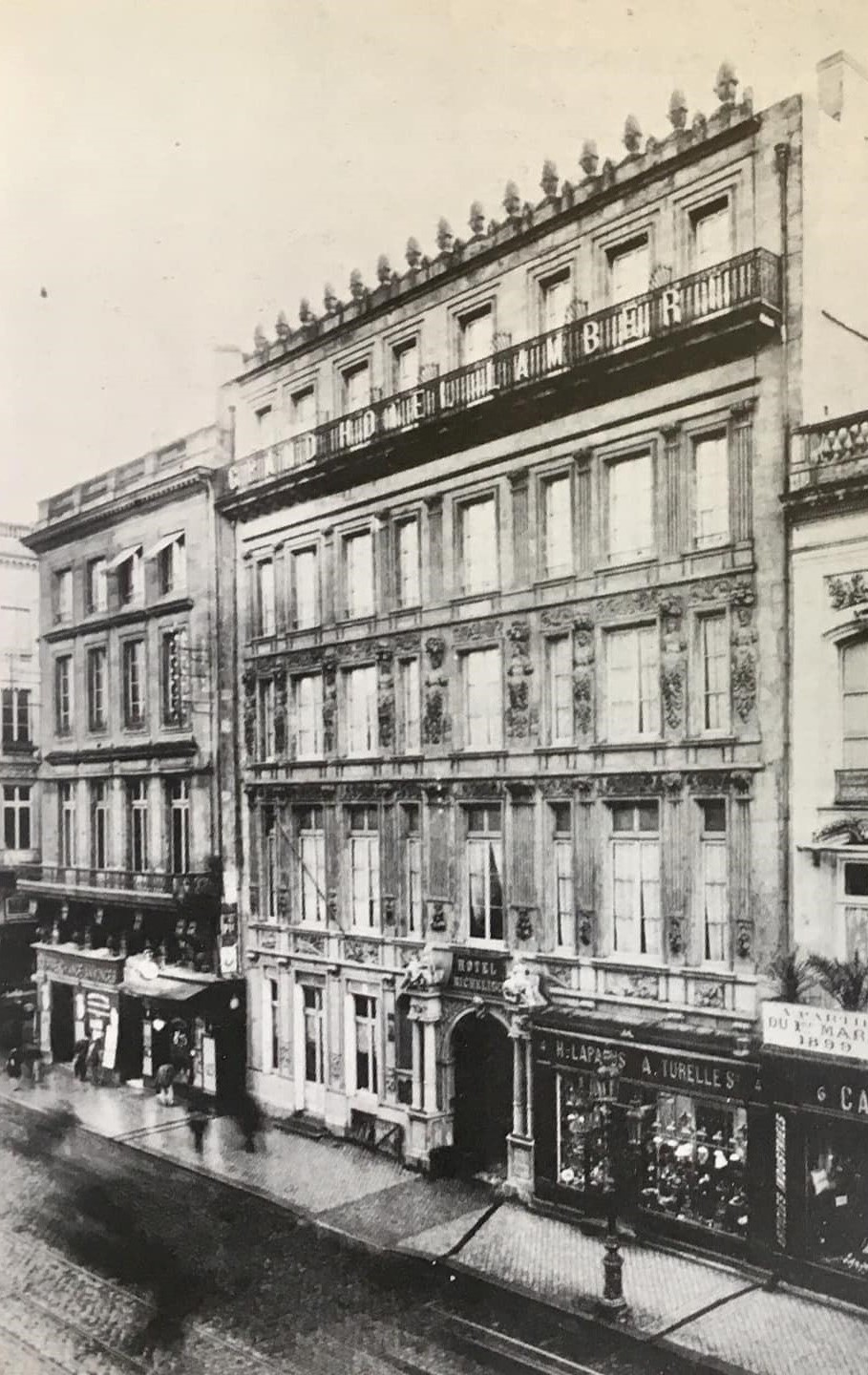
L'hôtel Pichon à la fin du XIXe siècle, avant le remaniement et le retrait du portail.
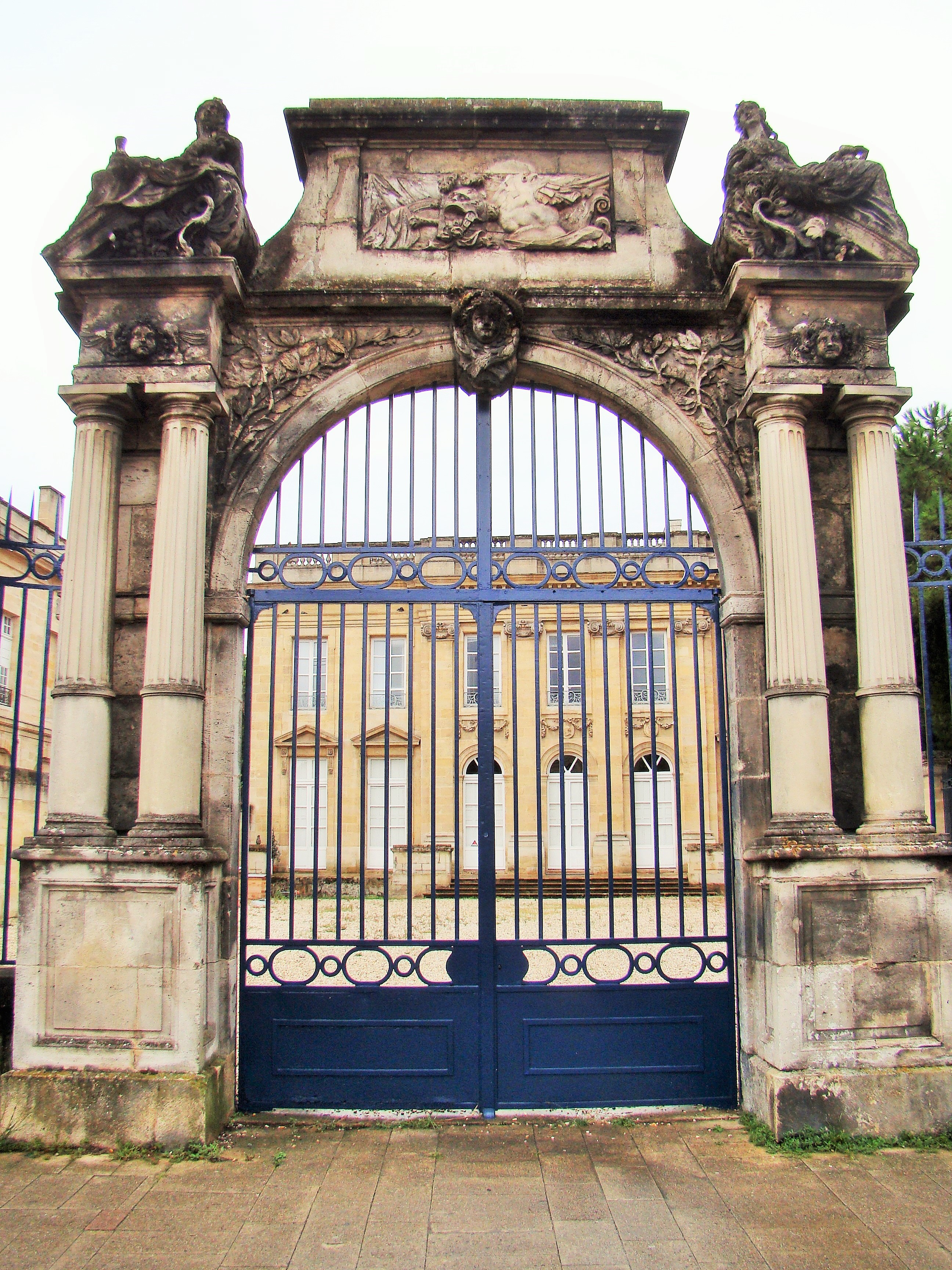
Le portail, situé aujourd'hui devant l'hôtel de Poissac.

## Galerie

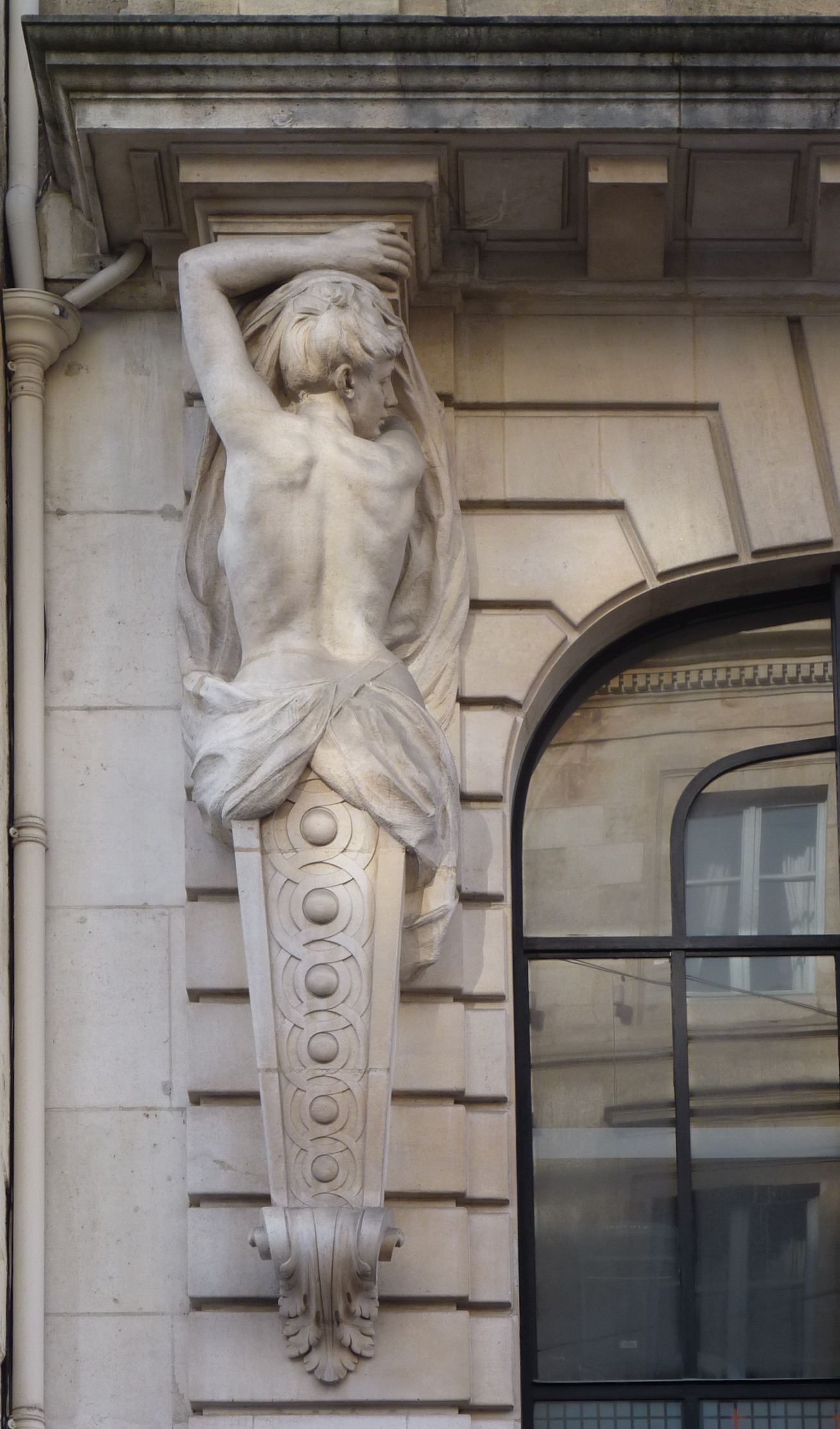
Cariatide.
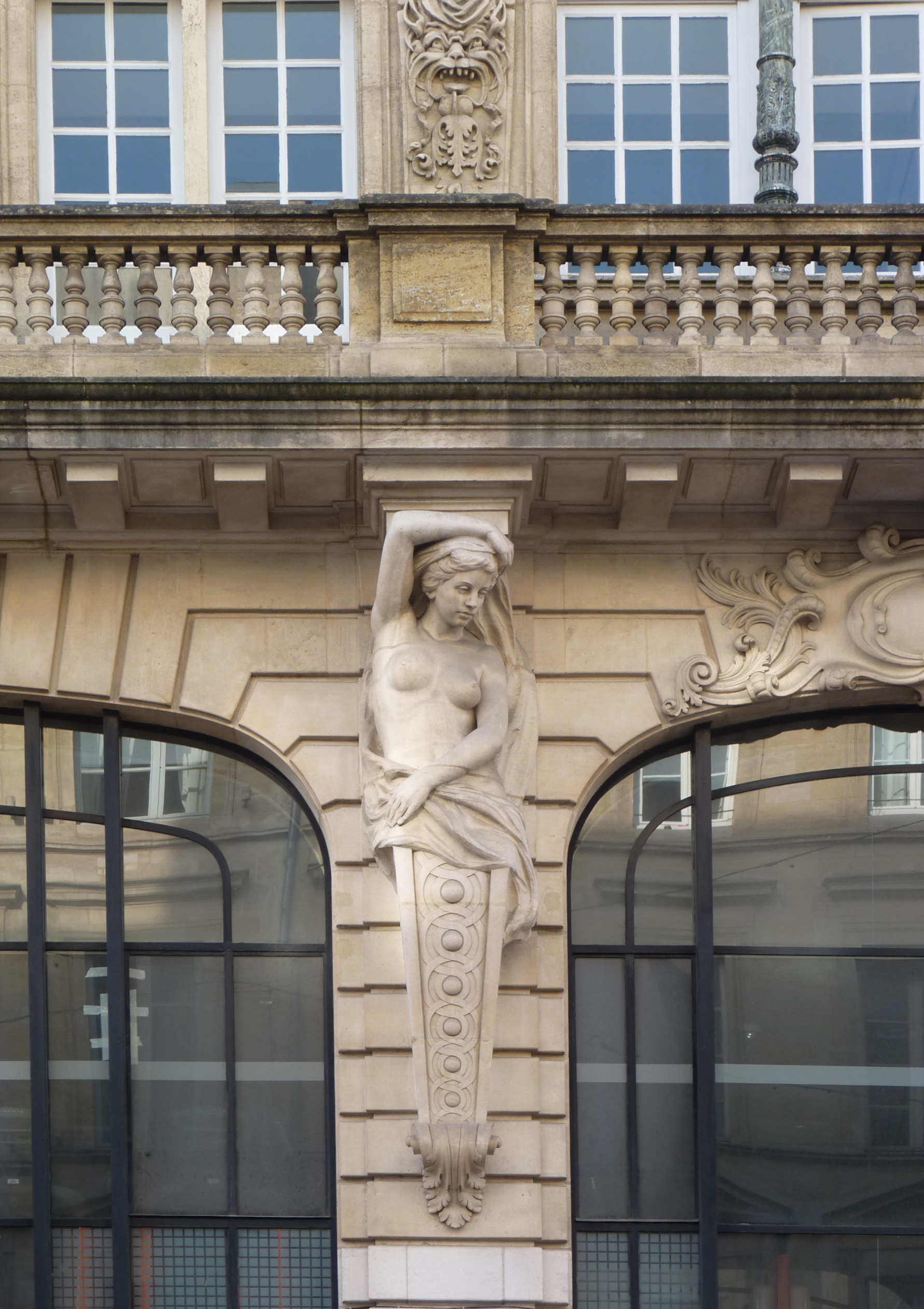
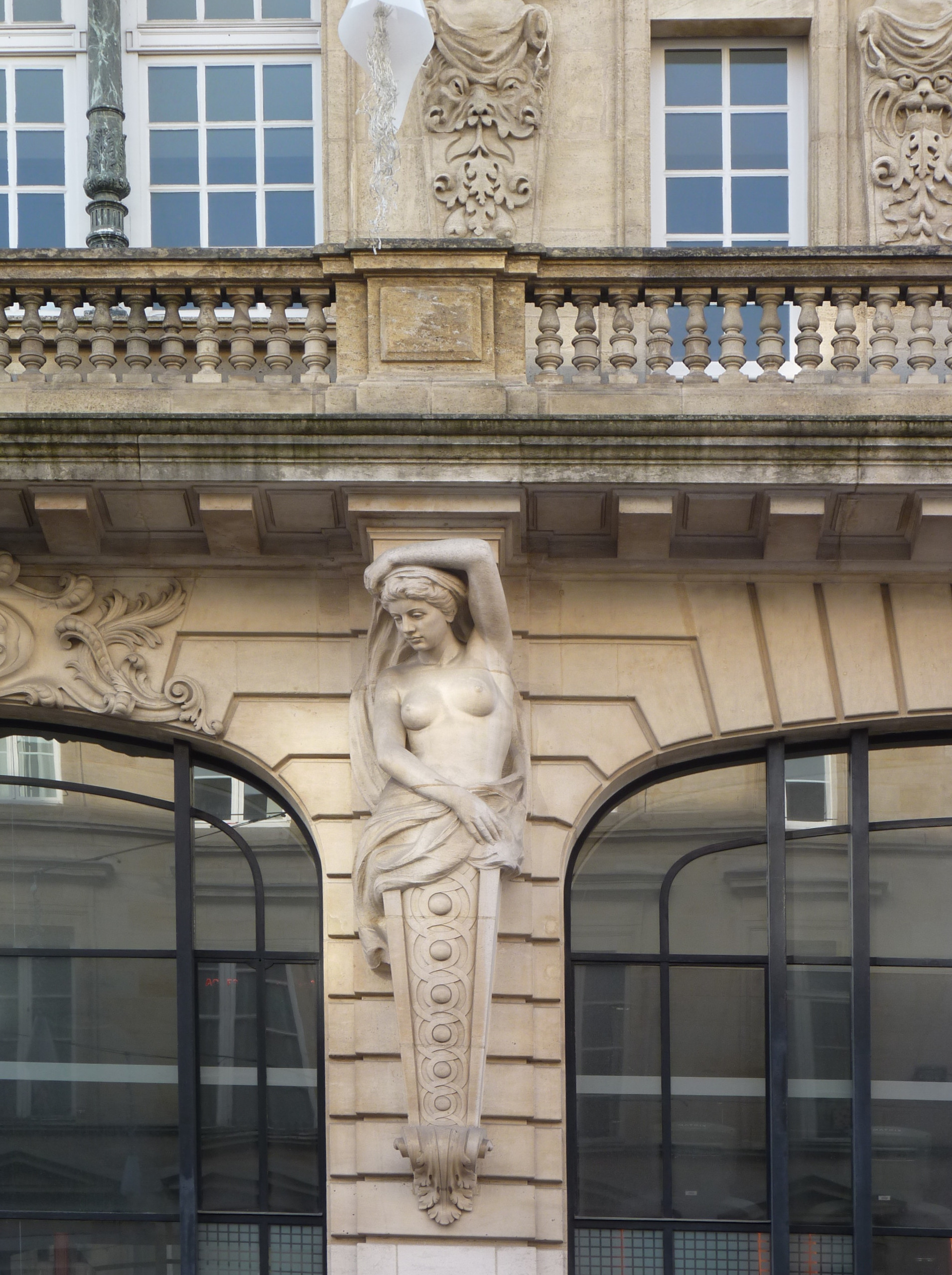
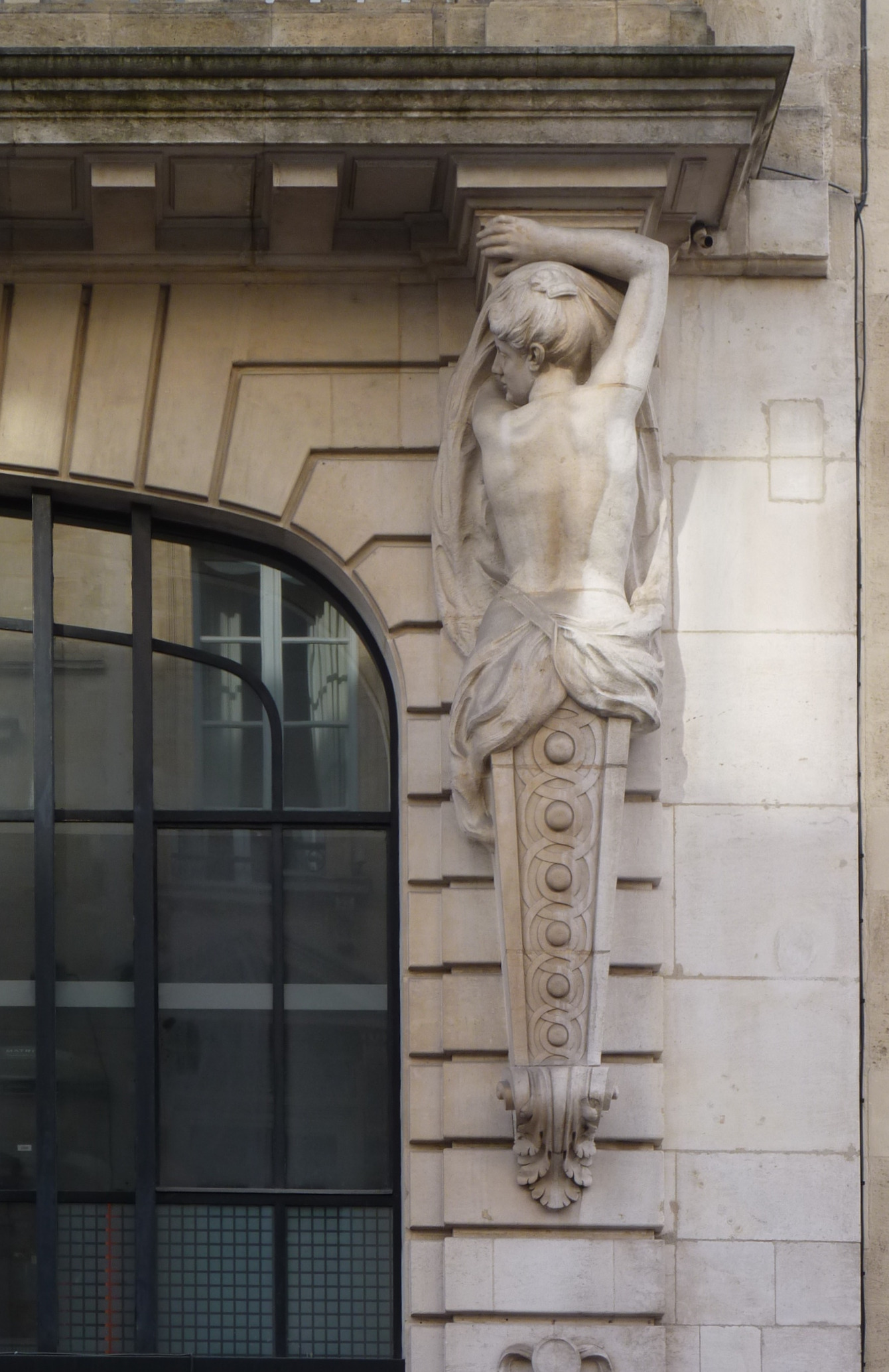
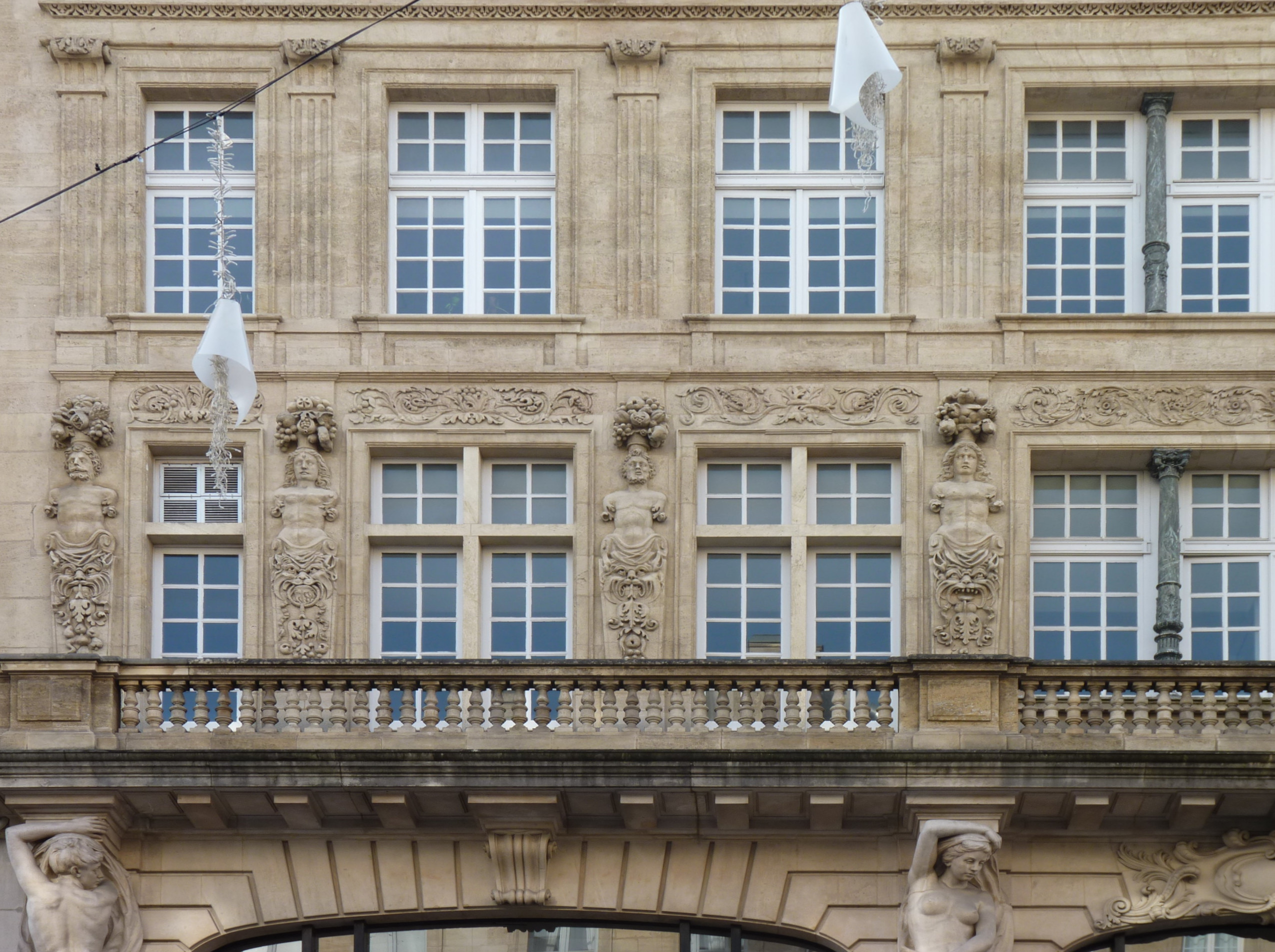
Sculptures et balcon.
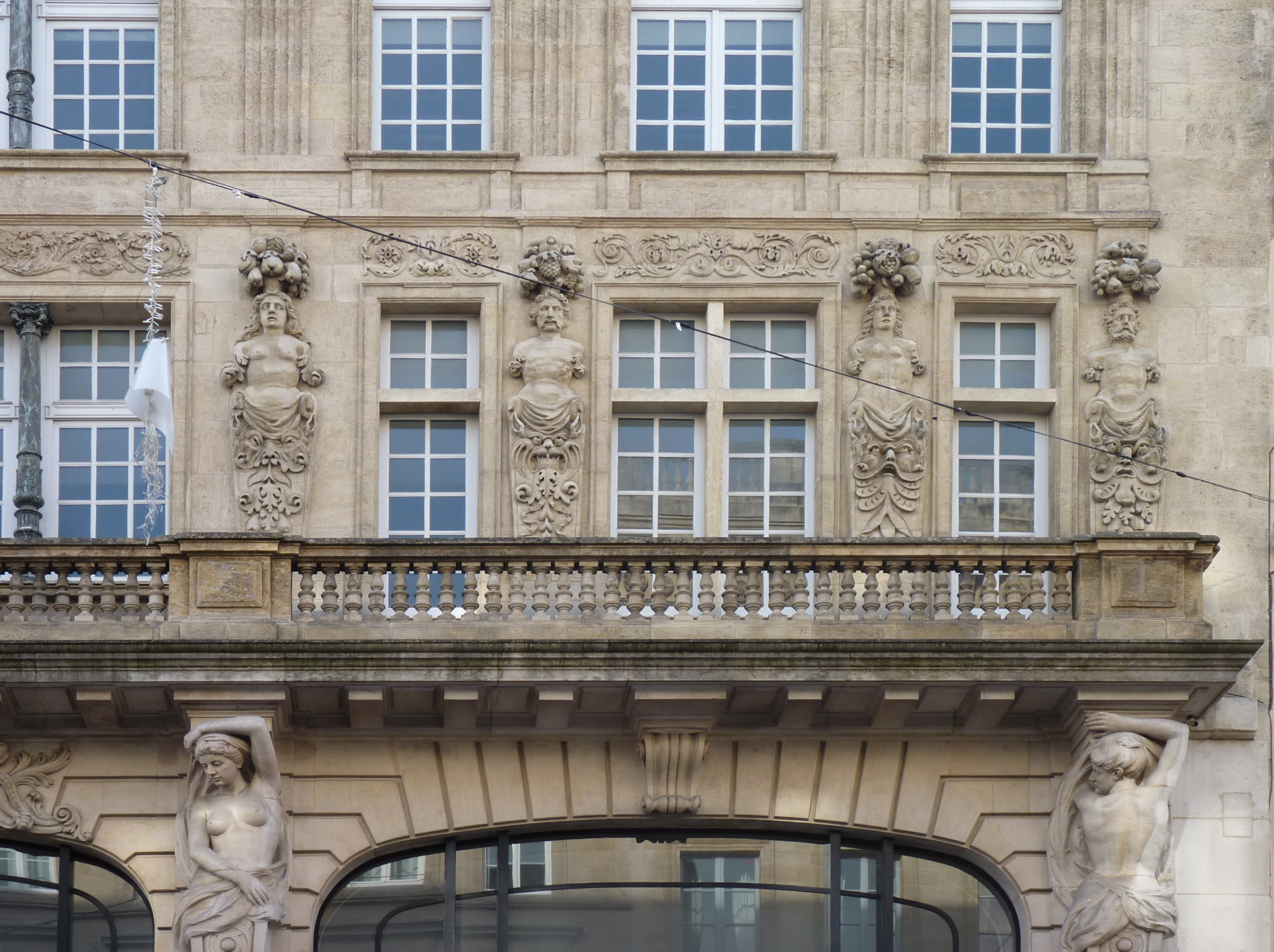
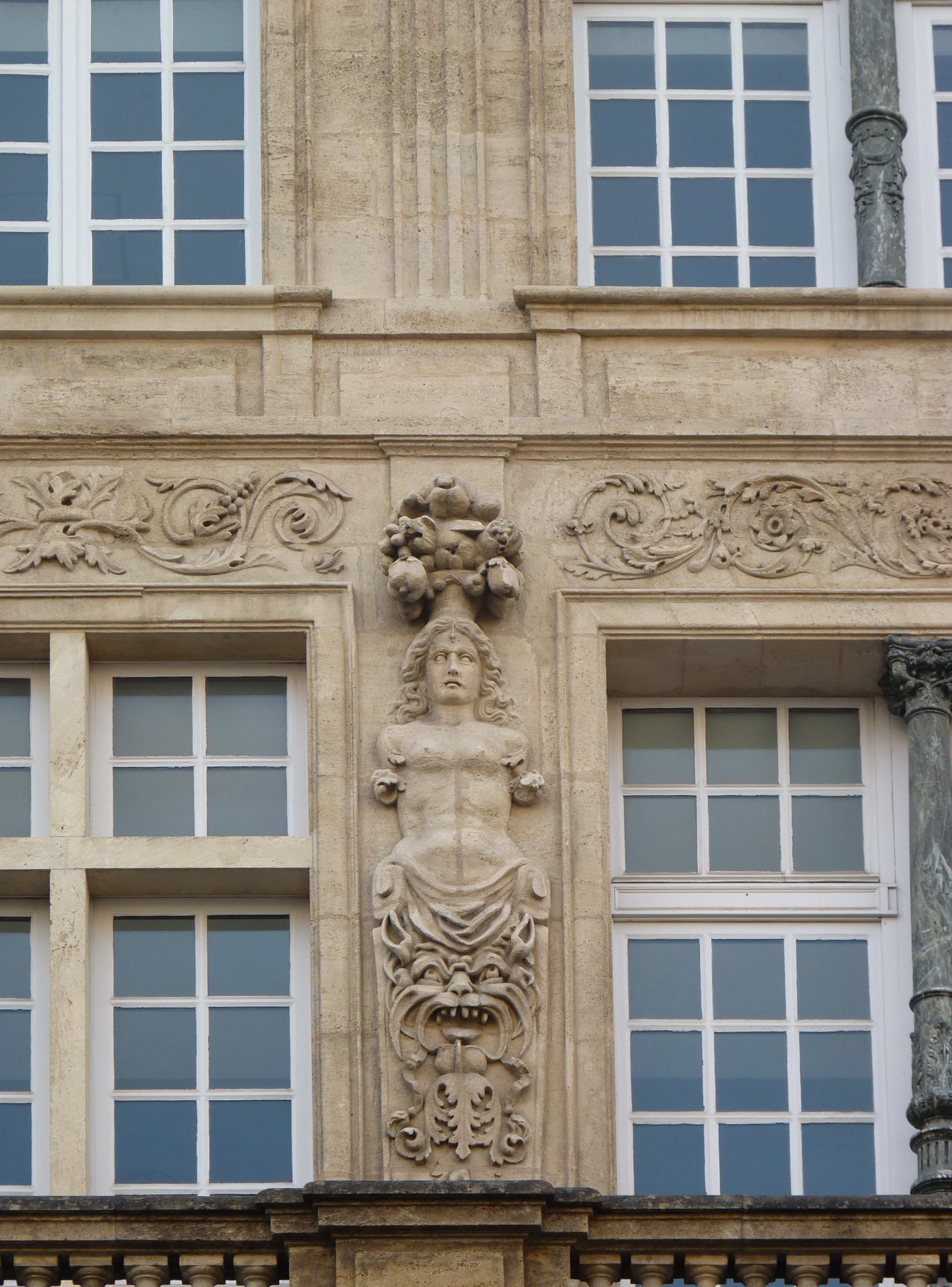
Détail d'un buste.
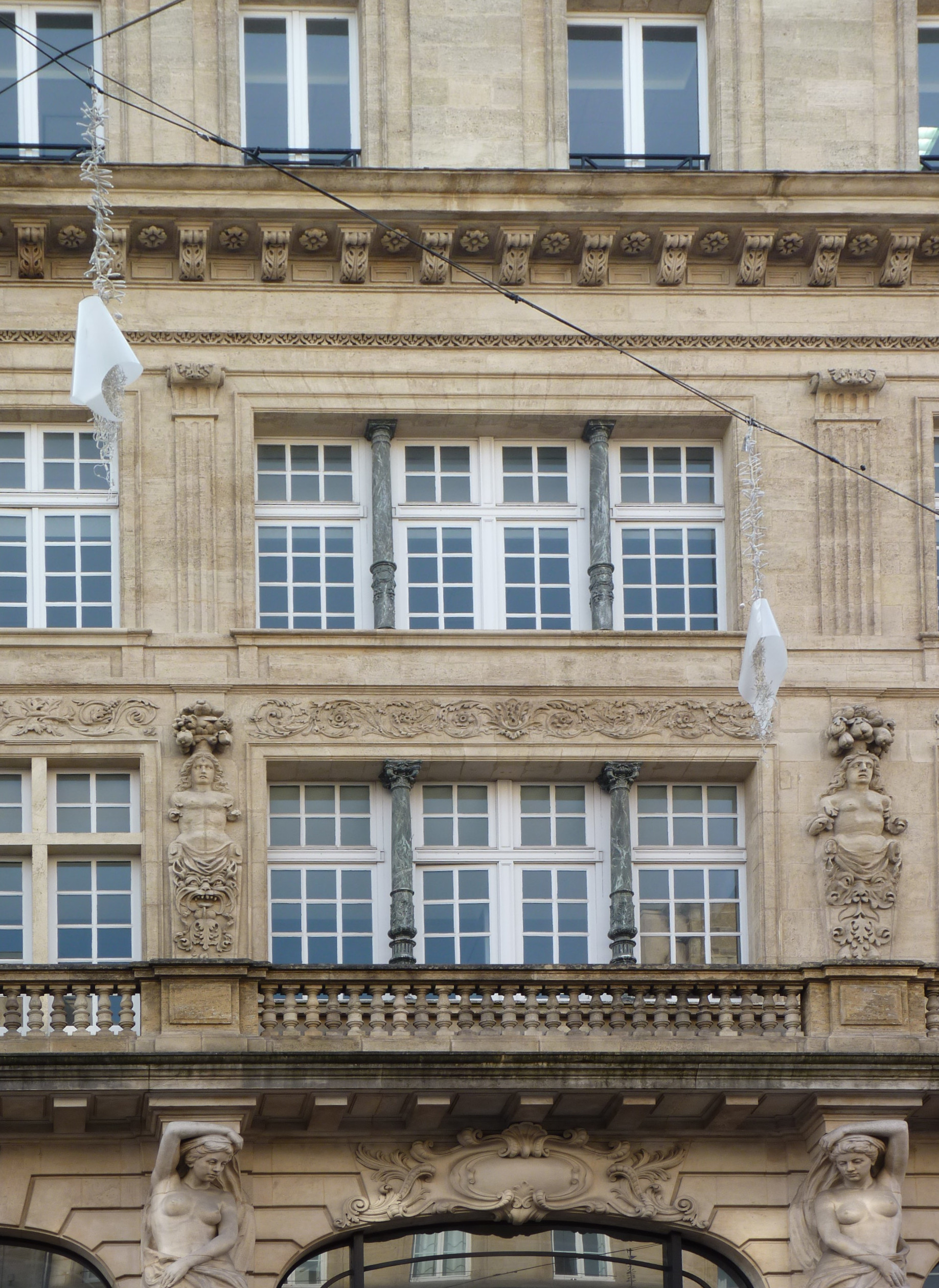
Colonnes en marbre.